# Kiefer Sutherland
Kiefer William Frederick Dempsey George Rufus Sutherland, född 21 december 1966 i London, Storbritannien, är en kanadensisk skådespelare och även musiker. Han är son till Donald Sutherland och Shirley Douglas.
Sutherland växte upp i Toronto, där gick han på teaterskola. Han gjorde sin filmdebut i Massor av dollar som han var med i 1983 och erhöll Kanadas motsvarighet till Oscar året därefter. Han blev känd efter sin medverkan i filmen Stand by Me (1986). 
Sutherland kom tillbaka till kändisvärlden tack vare sin medverkan i tv-serien 24 (2001–2010) som huvudrollsinnehavaren Jack Bauer.
Han har varit musiker sedan 2016 då han släppte sitt första album Down in a Hole och 2019 i april släppte han sitt andra album Reckless & Me.
Sutherland har varit gift två gånger och tillsammans med sin första hustru Camelia Kath har han dottern Sarah Sutherland, även hon skådespelare. Mellan 1996 och 2004 var han gift med Elizabeth Kelly Winn.

## Filmografi

### Filmer
| År   | Titel                                             | Roll                             | Noter                                                                      |
| ---- | ------------------------------------------------- | -------------------------------- | -------------------------------------------------------------------------- |
| 1983 | Massor av dollar                                  | Bill                             |                                                                            |
| 1984 | Pojken vid havet                                  | Donald Campbell                  | Nominerad - Genie Award for Best Performance by an Actor in a Leading Role |
| 1986 | Stand by Me                                       | Ace Merrill                      |                                                                            |
| 1986 | Öga mot öga                                       | Tim                              |                                                                            |
| 1987 | Crazy Moon                                        | Brooks                           |                                                                            |
| 1987 | Promised Land                                     | Danny                            |                                                                            |
| 1987 | The Lost Boys                                     | David                            |                                                                            |
| 1987 | Dags för mord                                     | The Stranger                     |                                                                            |
| 1988 | Neon - Bright Lights, Big City                    | Tad Allagash                     |                                                                            |
| 1988 | Young Guns                                        | Josiah Gordon 'Doc' Scurlock     |                                                                            |
| 1988 | 1969                                              | Scott Denny                      |                                                                            |
| 1989 | Hämnarna                                          | Buster McHenry                   |                                                                            |
| 1990 | Young Guns II                                     | Josiah Gordon 'Doc' Scurlock     |                                                                            |
| 1990 | Dödlig puls                                       | Nelson                           |                                                                            |
| 1990 | Chicago Joe and the Showgirl                      | Karl Hulten                      |                                                                            |
| 1990 | Nötknäpparen och muskungen                        | Hans/The Nutcracker Prince       | Röstroll                                                                   |
| 1990 | Flashback                                         | Free "John" Buckner              |                                                                            |
| 1992 | Article 99                                        | Dr. Peter Morgan                 |                                                                            |
| 1992 | Twin Peaks: Fire Walk with Me                     | Sam Stanley                      |                                                                            |
| 1992 | På heder och samvete                              | Löjtnant Jonathan James Kendrick |                                                                            |
| 1993 | De tre musketörerna                               | Athos                            |                                                                            |
| 1993 | Spårlöst försvunnen                               | Jeff Harriman                    |                                                                            |
| 1994 | The Cowboy Way                                    | Sonny Gilstrap                   |                                                                            |
| 1996 | The Last Days of Frankie the Fly                  | Joey                             |                                                                            |
| 1996 | Öga för öga                                       | Robert Doob                      |                                                                            |
| 1996 | Freeway                                           | Bob Wolverton                    |                                                                            |
| 1996 | Juryn – A Time To Kill                            | Freddie Lee Cobb                 | Nominerad - MTV Movie Award for Best Villain                               |
| 1997 | Armitage III: Poly-Matrix                         | Ross Sylibus (Röstroll)          |                                                                            |
| 1997 | Högt pris                                         | Curtis Freley                    | Även regissör                                                              |
| 1998 | Dark City                                         | Dr. Daniel Schreber              |                                                                            |
| 1998 | A Soldier's Sweetheart                            | Rat Kiley                        |                                                                            |
| 1998 | Break Up                                          | John Box                         |                                                                            |
| 1998 | Ground Control                                    | Jack Harris                      |                                                                            |
| 1999 | After Alice                                       | Detective Michael "Mick" Hayden  |                                                                            |
| 2000 | Beat                                              | William S. Burroughs             |                                                                            |
| 2000 | En kvinnas kärlek                                 | Wendell Goddard                  | Även regissör                                                              |
| 2000 | Picking Up the Pieces                             | Bobo                             |                                                                            |
| 2000 | The Right Temptation                              | Michael Farrow-Smith             |                                                                            |
| 2001 | Cowboy Up                                         | Hank Braxton                     |                                                                            |
| 2001 | To End All Wars                                   | Lt. Jim Reardon                  |                                                                            |
| 2002 | Dead Heat                                         | Phally                           |                                                                            |
| 2002 | Desert Saints                                     | Arthur Banks                     |                                                                            |
| 2002 | Behind the Red Door                               | Roy Haddad                       |                                                                            |
| 2003 | Phone Booth                                       | The Caller                       | Nominerad - MTV Movie Award for Best Villain                               |
| 2003 | Landet för längesedan 10 - Den stora utvandringen | Bron                             | Röstroll                                                                   |
| 2003 | Paradise Found                                    | Paul Gauguin                     |                                                                            |
| 2004 | Taking Lives                                      | Hart                             |                                                                            |
| 2004 | NASCAR 3D: The IMAX Experience                    | Berättaren                       | Röstroll                                                                   |
| 2005 | River Queen                                       | Doyle                            |                                                                            |
| 2006 | I Trust You to Kill Me                            | Sig själv                        |                                                                            |
| 2006 | Hotet inifrån                                     | David Breckinridge               |                                                                            |
| 2006 | Vilddjuren                                        | Samson                           | Röstroll                                                                   |
| 2008 | Dragonlance: Dragons of Autumn Twilight           | Raistlin Majere                  | Röstroll                                                                   |
| 2008 | Mirrors                                           | Ben Carson                       |                                                                            |
| 2009 | Monsters vs Aliens                                | General Warren R. Monger         | Röstroll                                                                   |
| 2010 | Twelve                                            | Berättaren                       |                                                                            |
| 2010 | Marmaduke                                         | Bosco                            | Röstroll                                                                   |
| 2011 | Melancholia                                       | John                             |                                                                            |
| 2013 | Den ovillige fundamentalisten                     | Jim Cross                        |                                                                            |
| 2014 | Pompeii                                           | Senator Corvus                   |                                                                            |
| 2014 | Forsaken                                          | John Henry Clayton               |                                                                            |
| 2016 | Zoolander 2                                       | Sig själv                        |                                                                            |
| 2024 | Juror No. 2                                       | Larry Lasker                     |                                                                            |

### TV
| År         | Titel                       | Roll                             | Noter |
| ---------- | --------------------------- | -------------------------------- | --- |
| 1985       | Amazing Stories             | Static                           | Avsnitt: "The Mission" |
| 1986       | Rättvisans brödraskap       | Victor                           | Film |
| 1986       | Trapped in Silence          | Kevin Richter                    | Film |
| 1991       | Saturday Night Live         | Sig själv/Värd                   | Avsnitt: "2 November" (även cameoroll den 3 maj 2014) |
| 1993       | Cellblock 7                 | Denver Bayliss                   | Film; även regissör |
| 1999       | Den långa flykten           | Hickory (Röstroll)               | 3 avsnitt |
| 2001–2010  | 24                          | Jack Bauer                       | Huvudroll (samtliga 192 avsnitt) Golden Globe Award for Best Actor – Television Series Drama Monte-Carlo Television Festival Award for Outstanding Actor – Drama Series (2003/2006) Monte-Carlo Television Festival Award for Best International Producer Primetime Emmy Award for Outstanding Drama Series Primetime Emmy Award for Outstanding Lead Actor in a Drama Series Satellite Award for Best Actor – Television Series Drama (2002/2003) Screen Actors Guild Award for Outstanding Performance by a Male Actor in a Drama Series (2004/2006) Nominerad - Golden Globe Award for Best Actor – Television Series Drama (2003/2004/2006/2007) Nominerad - Monte-Carlo Television Festival Award for Outstanding Actor – Drama Series Nominerad - People's Choice Award for Favorite Male TV Star (2006/2007/2008) Nominerad - Primetime Emmy Award for Outstanding Lead Actor in a Drama Series (2002/2003/2004/2005/2007/2009) Nominerad - Primetime Emmy Award for Outstanding Drama Series (2003/2004/2005) Nominerad - Saturn Award for Best Actor on Television Nominerad - Screen Actors Guild Award for Outstanding Performance by a Male Actor in a Drama Series (2005/2006/2007/2009) Nominerad - Screen Actors Guild Award for Outstanding Performance by an Ensemble in a Drama Series (2003/2005/2007) Nominerad - TCA Award for Individual Achievement in Drama (2002/2003/2004/2005/2006) Nominerad - Teen Choice Award for Choice TV Actor – Drama/Action Adventure (2003/2006/2010) |
| 2003       | L.A. Confidential           | Det. Jack Vincennes              | Pilotavsnitt |
| 2005       | The Flight That Fought Back | Berättaren                       | Film |
| 2006/07/11 | Simpsons                    | The Colonel / Jack Bauer / Wayne | 3 avsnitt |
| 2006       | Family Guy                  | Jack Bauer / Berättaren          | Avsnitt: "Stu and Stewie's Excellent Adventure" (Röstroll) |
| 2007       | American Misfits            | Sig själv                        | TV-serie |
| 2008       | Corner Gas                  | Sig själv                        | Avsnitt: "Final Countdown"; cameoroll |
| 2008       | 24: Redemption              | Jack Bauer                       | Film Nominerad - Golden Globe Award for Best Actor – Miniseries or Television Film Nominerad - Primetime Emmy Award for Outstanding Lead Actor in a Miniseries or a Movie Nominerad - Screen Actors Guild Award for Outstanding Performance by a Male Actor in a Miniseries or Television Movie |
| 2011       | The Confession              | The Confessor                    | Även exekutiv producent |
| 2012–2013  | Touch                       | Martin Bohm                      | Även exekutiv producent Nominerad - Teen Choice Award for Choice TV Actor – Drama |
| 2014       | 24: Live Another Day        | Jack Bauer                       | Limited series (12 avsnitt) |
| 2016–2019  | Designated Survivor         | Tom Kirkman                      | Netflix serie |
| 2023       | Rabbit Hole                 | John Weir                        | |

### Datorspel
| År   | Titel                                | Roll                          |
| ---- | ------------------------------------ | ----------------------------- |
| 2006 | 24: The Game                         | Jack Bauer                    |
| 2008 | Call of Duty: World at War           | Sgt. Roebuck                  |
| 2014 | Metal Gear Solid V: Ground Zeroes    | Big Boss (Snake)              |
| 2015 | Metal Gear Solid V: The Phantom Pain | Big Boss (Snake), Venom Snake |

### Som regissör
| År   | Titel             | Noter                                                                               |
| ---- | ----------------- | ----------------------------------------------------------------------------------- |
| 1993 | Cellblock 7       | TV-film                                                                             |
| 1995 | Helgon i neon     | Avsnitt: "Love and Blood" Nominerad - CableACE Award for Actor in a Dramatic Series |
| 1997 | Högt pris         |                                                                                     |
| 2000 | En kvinnas kärlek | Krediterad som Alan Smithee                                                         |